# Salud mental durante la pandemia de COVID-19
La salud mental durante la pandemia de COVID-19 se vio afectada alrededor del mundo. La enfermedad en sí y las restricciones impuestas por los gobiernos para combatirla impactaron los trabajos e ingresos de muchas personas, así como sus actividades sociales, su confianza en el prójimo y en las instituciones. Esto redundó en un aumento de la ansiedad, estrés y preocupación.

## Problemáticas derivadas durante la pandemia de la COVID-19
La pandemia de COVID-19 fue considerada en su comienzo como una gran amenaza tanto para la salud física como para la salud mental. La adversidad asociada con las consecuencias socioeconómicas, culturales, educativas, la propagación y riesgo de problemáticas, así como las preocupaciones asociadas, tienen un impacto indudable en la salud mental de la población.
Además de estos problemas de la COVID-19 puede causar respuestas psicológicas que provocan  modelos de vulnerabilidad psicopatológica, esta situación de vulnerabilidad se puede representar y diferenciar según las características de las persona que lo sufren dependiendo de su edad, sexo, estructura familiar, nivel educativo, origen étnico, situación o condición física y/o mental. Estas condiciones, unidas junto con las problemáticas han provocado miedo, tristeza, y soledad entre las personas; esto ha llevado a los ciudadanos a generar ansiedad, estrés, depresión, aumentado a su vez el consumo de alcohol o drogas, desarrollo de trastornos alimenticios (anorexia, bulimia, pérdida de condición física debido a la falta de ejercicio), trastornos del sueño (insomnio), pensamientos o actitudes suicidas. También existe una preocupación notoria sobre los niños que están en casa solos (durante cierres escolares, etc.) mientras los padres tienen que salir a trabajar. Un colectivo especialmente afectado, dada su responsabilidad durante la pandemia, ha sido el de los sanitarios, y sobre todo aquellos que estuvieron en primera línea atendiendo a los enfermos de Covid.

## Prevención y gestión

### Directrices de la Organización Mundial de la Salud y del Centro para el Control y Prevención de Enfermedades
La Organización Mundial de la Salud y del Centros para el Control y Prevención de Enfermedades han publicado directrices para prevenir problemas de salud mental durante la pandemia del COVID-19. Las directrices resumidas son las siguientes:

#### Para la población en general
- Sea empático con todas las personas afectadas, independientemente de su nacionalidad o etnia.
- Hable el idioma nativo de las personas, mientras explica qué síntomas presentan las personas afectadas con COVID-19.
- Reduzca la frecuencia con que ve noticias si eso le pone ansioso. Busque información solo de fuentes de confianza, preferiblemente una o dos veces al día.
- Protéjase y apoye a los demás, como a sus vecinos.
- Encuentre oportunidades para compartir las historias positivas de las personas locales que sufrieron de COVID-19.
- Honre a los trabajadores del área de la salud que están apoyando a los afectados con COVID-19.

#### Para los trabajadores en el área de salud
- Sentirse bajo presión es normal durante los tiempos de crisis. Cuidar la salud mental es tan importante como cuidar la salud física.
- Siga estrategias de afrontamiento, asegúrese de descansar lo suficiente, coma buenos alimentos, realice actividad física, evite consumir tabaco, alcohol o drogas. Utilice las estrategias de afrontamiento que han funcionado anteriormente para usted en situaciones estresantes.
- Si está experimentando evasión por parte de la familia o de la comunidad, manténgase conectado con sus seres queridos, incluidos con los métodos digitales.
- Utilice maneras comprensibles de compartir mensajes con personas con discapacidades.
- Sepa cómo ayudar a vincular a las personas afectadas con COVID-19 con los recursos disponibles para ellas.

#### Para los líderes de equipo en los centros de salud
- Mantenga a todo el personal protegido de la mala salud mental. Concéntrese en la capacidad ocupacional a largo plazo en lugar de resultados a corto plazo.
- Garantice una comunicación de buena calidad y mantenga actualizado al personal de manera precisa.
- Asegúrese de que todo el personal esté al tanto de dónde y cómo se puede acceder al cuidado y apoyo de la salud mental.
- Oriente a todo el personal sobre cómo proporcionar primeros auxilios psicológicos a los afectados.
- Las condiciones de salud mental de emergencia deben controlarse en los centros de salud.
- Garantice la disponibilidad de medicamentos psiquiátricos esenciales en todos los niveles de atención médica.

## Impacto en personas con desórdenes de ansiedad
Durante la pandemia se ha optado por un confinamiento con el fin de evitar contagios, esto puede llegar a causar que las personas manifiesten determinados problemas o síntomas psicopatológicos específicos causados a partir del miedo al contagio o desinformación sobre la pandemia; como sería el trastorno obsesivo-compulsivo o estrés postraumático. Podemos esperar dos tipos de situaciones de afectación psicológica que pueden darse durante y tras el confinamiento
a) Afectaciones específicas por estar causadas por uno o varios estímulos relacionados con el contexto de la COVID-19 como alteraciones emocionales o conductuales afectadas por un elevado estrés familiar (cuestiones económicas, sociales o de salud, incluyendo la existencia de casos cercanos de contagio, hospitalización y duelo por el fallecimiento de personas cercanas).
b) Afectaciones de tipo inespecífico, en las que no es posible identificar un estímulo particular como preocupación intensa y moderada sobre la salud, con el miedo al contagio propio o de familiares, miedo o pesimismo respecto al futuro, sensación de vulnerabilidad alta, malestar ante la incertidumbre, etc.

### Trastorno obsesivo-compulsivo
Ha habido una mayor preocupación por las personas que sufren de trastorno obsesivo-compulsivo, especialmente en lo que respecta a las consecuencias a largo plazo. Los miedos relacionados con infectarse con el virus, y los consejos de salud pública que piden lavarse las manos y la esterilización están desencadenando compulsiones relacionadas en algunos personas con TOC (Trastorno obsesivo-compulsivo). Algunos enfermos de TOC con obsesiones por la limpieza están notando sus mayores temores volviéndose reales. En medio de pautas de distanciamiento social y cuarentena, y sentimientos de separación, algunos individuos con el trastorno están viendo un incremento de los pensamientos intrusivos, no relacionados con las obsesiones y miedos de la contaminación.[cita requerida]

### Trastorno por estrés postraumático
Ha habido una preocupación particular por las personas con trastorno de estrés postraumático, así como la posibilidad de que los trabajadores médicos y los pacientes con COVID-19 desarrollen síntomas similares al trastorno. 
A finales de marzo de 2020, investigadores de China encontraron que, sobre la base de un cuestionario de lista de verificación del TEPT proporcionado a 714 pacientes con COVID–19 dados, el 96,2 % tenía síntomas graves de TEPT prevalentes.

## Impacto en los niños
Los académicos han informado que muchos niños que fueron separados de los cuidadores durante la pandemia pueden colocarlos en un estado de crisis, y aquellos que fueron aislados o puestos en cuarentena durante una enfermedad pandémica pasada tienen más probabilidades de desarrollar trastornos de estrés agudo, trastornos de adaptación y duelo, con 30 % de niños que cumplen los criterios clínicos para TEPT.
El cierre de escuelas también causó ansiedad a los estudiantes con necesidades especiales, ya que las rutinas diarias se suspenden o cambian y todos los grupos de terapia o habilidades sociales también se detuvieron. Otros que han incorporado sus rutinas escolares en mecanismos de afrontamiento para su salud mental, han tenido un aumento en la depresión y dificultades para adaptarse a las rutinas normales. Se ha mostrado una preocupación adicional por los niños que se encuentran en aislamiento social debido a la pandemia, ya que las tasas de abuso, negligencia y explotación infantil aumentaron después del brote de ébola. Los cierres también han limitado la cantidad de servicios de salud mental a los que algunos niños tienen acceso, y algunos niños solo se identifican con una condición debido a la capacitación y el contacto por parte de las autoridades escolares y los educadores. Un artículo reciente publicado en la India ha observado un valor muy alto de angustia psicológica en los niños debido a la pandemia de COVID-19. En este estudio, la mayoría (alrededor del 68 %) de los niños en cuarentena mostraron alguna u otra forma de angustia psicológica que es mucho más alta que el grupo no puesto en cuarentena especialmente la preocupación, el miedo y la impotencia. 

## Impacto en los suicidios
Las restricciones impuestas por los gobiernos para luchar contra la pandemia generaron estragos sociales, económicos y sanitarios incluyendo la destrucción de millones de empleos y la modificación drástica de estilos de vida por los confinamientos. Se redujo el contacto interpersonal y el miedo propagado por medios de comunicación y redes sociales causó ansiedad. Todo ello podría causar un aumento de la tasa de suicidios. Por ello ya en mayo de 2020 la ONU alertó de la necesidad de prestar atención a la salud mental durante la pandemia.

### España
La tasa de llamadas al número de la esperanza experimentó un gran aumento desde el inicio de la pandemia. El número de suicidios en el país aumentó de unos 3.600 en 2019 a más de 3.900 en 2020 y a unos 4.000 en 2021.

### Alemania
El ministro de finanzas del estado de Hesse, Alemania, se suicidó posiblemente debido al estrés mental de tener que lidiar con las consecuencias financieras de COVID-19.32

### India
Hay informes de personas que se suicidaron por no poder acceder a alcohol durante los confinamientos en la India.

### Irlanda
Una línea directa recién establecida para personas mayores recibió 16 000 llamadas desde su lanzamiento en marzo hasta julio de 2020.

### Japón
Muchas organizaciones brindan varias líneas de ayuda de asesoramiento por teléfono o mensaje de texto, incluido el Ministerio de Salud, Trabajo y Bienestar.
El 1 de febrero de 2020, un hombre que pertenecía a la Secretaría del Gabinete y se comprometió a recibir a los retornados de Wuhan se suicidó. Fue torturado por los que regresaron por su descontento. El 30 de abril, un chef tonkatsu cometió autoinmolación en su restaurante. Había sido designado como corredor de relevos de la antorcha para los Juegos Olímpicos de Verano 2020, pero fue pospuesto y el restaurante se vio obligado a cerrar.

### Polonia
El 18 de marzo de 2020, el ginecólogo polaco Wojciech Rokita se suicidó debido a la reacción violenta y el odio que recibió después de ser la primera persona en ser diagnosticada con COVID-19 en la ciudad polaca de Kielce.

### Estados Unidos
En marzo de 2020, la línea directa de crisis federal, Línea de ayuda de desastres, recibió un aumento del 338 % en las llamadas en comparación con el mes anterior (febrero de 2020) y un aumento del 891 % en las llamadas en comparación con el año anterior (marzo de 2019).
En mayo de 2020, el grupo de salud pública Well Being Trust estimó que, durante la próxima década de 2020, la pandemia y la recesión relacionada podrían causar indirectamente 75 000 "muertes de desesperación" adicionales (incluyendo sobredosis y suicidio) de lo que se esperaría de otra manera. en los Estados Unidos.

## Enlaces relacionados
- Documental: ‘Mentes en pandemia’ sobre la salud mental en tiempos de Covid. RTVE
- Documental: "El Click" sobre la importancia de la salud mental. Proa Comunicación.

- Datos: Q89058901